# Orcanette des teinturiers
Alkanna tinctoria
Espèce
Alkanna tinctoria, l'orcanette des teinturiers, orcanette tinctoriale, alcanette ou buglosse tinctorial, est une espèce de plantes dicotylédones de la famille des Boraginaceae, sous-famille des Boraginoideae, originaire du bassin méditerranéen. En français, le terme « orcanette » désigne aussi, par métonymie, la racine de cette plante utilisée comme matière colorante.
Cette espèce est l'un des deux seuls représentants (avec Alkanna lutea) du genre Alkanna en France. C'est une plante prostrée, très basse et très velue, qui pousse le plus souvent sur les sables du littoral, en touffes plus ou moins circulaires. Elle est utilisée depuis l'Antiquité pour ses propriétés médicinales, ainsi que pour la teinture rouge extraite de ses racines, qui justifie son épithète spécifique. Cependant cette plante contient des alcaloïdes pyrrolizidiniques, substances dangereuses pour le foie, ce qui a conduit de nombreux pays à prohiber son emploi dans l'alimentation.

## Description

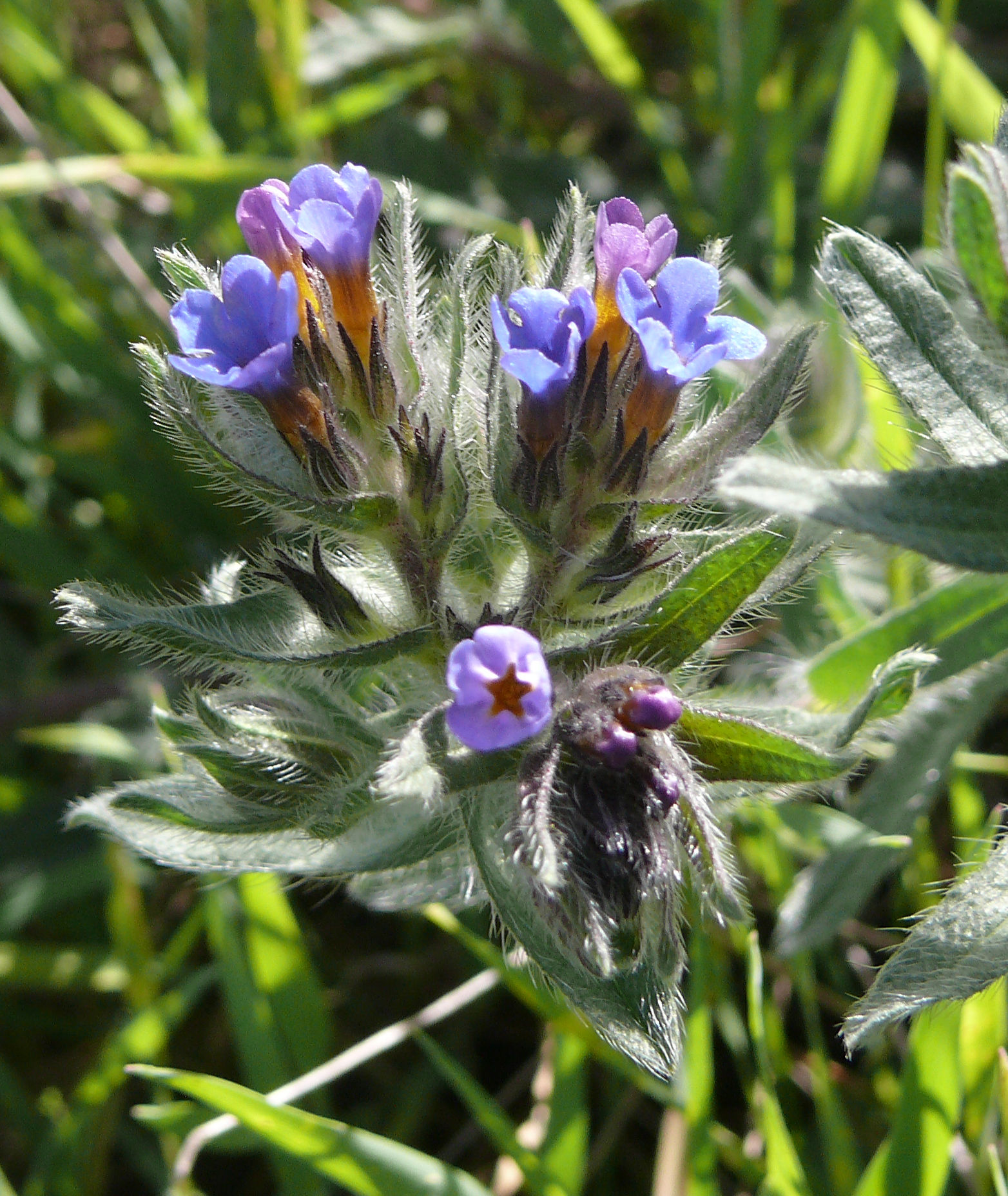
Inflorescence.

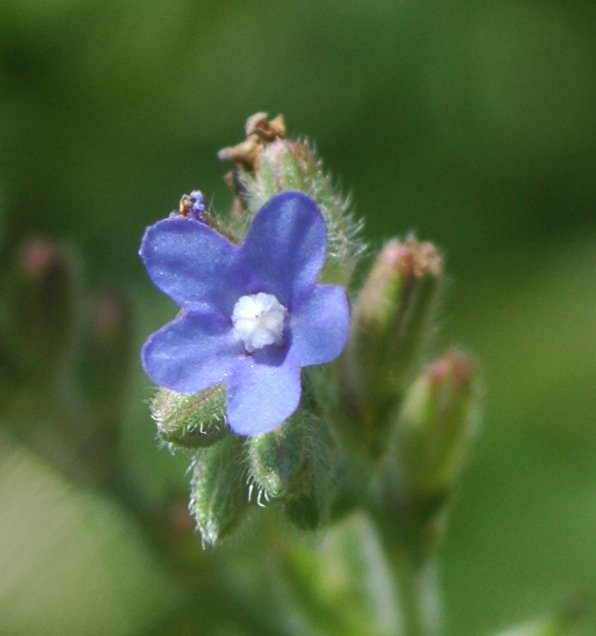
Fleur vue de près.

Alkanna tinctoria est une plante herbacée vivace, ligneuse à la base, multicaule, hirsute-hispide, pouvant atteindre 10 à 40 cm de haut, à port généralement décombant, formant une rosette de feuilles au niveau du sol. Les racines présentent une écorce feuilletée de couleur rouge violacé. Toutes les parties aériennes de la plante sont densément velues, avec des poils à base tuberculée, longs et raides, très abondants dans l'inflorescence, accompagnés de poils courts glandulifères. Les tiges, simples, rarement un peu ramifiées, étalées puis ascendantes, portent de nombreuses feuilles. Les feuilles basales (rosette), longuement pétiolées, pouvant atteindre 6,5 cm de long sur 0,6 cm de large, sont oblancéolées, subobtuses. Les feuilles caulinaires, alternes, de 1,5 à 4,5 cm × 0,4 à 0,8 cm de large, sont étroitement oblongues ou ovales-oblongues, subobtuses, subcordées, sessiles et décurrentes, embrassant la tige à la base,,.
La floraison a lieu d'avril à juin. Les fleurs sont groupées en grappes, courtes et compactes au début de la floraison, qui s'allongent par la suite. Le calice, entouré de bractées foliacées, est profondément divisé en cinq lobes, et accrescent et persistant autour du fruit. La corolle infundibuliforme, de 5 à 9 mm de diamètre, de couleur rougeâtre virant au bleu ou bleu-violet vif, glabre sur la face externe, pubérulente-glanduleuse sur la face interne du limbe, est soudée en un tube droit de couleur jaunâtre, de 3,5 à 4 mm de long, plus court ou presque aussi long que le calice. La corolle s'évase à son sommet en cinq lobes étalés, 2,5 à 4 mm de long sur 2 à 4 mm de large, oblongs à suborbiculaires, obtus.
Les étamines, au nombre de 5 sont incluses, adnées, sont insérées au 1/4 supérieur du tube de la corolle (1 ou 2) ou près des écailles de la gorge (3 ou 4, ou parfois toutes les 5). Les filaments, étroits, glabres, sans appendices, sont beaucoup plus courts que les anthères. Celles-ci, de couleur brune, brièvement apiculées, sont libres et incluses. L'ovaire, présente un style plus court que le tube de la corolle, de 1,8 à 2,5 de long sur 2 à 3 mm de large, fortement contracté à la base formant un pied de 0,15 à 0,3 mm de long, cylindrique et glabre, irrégulier et nettement tuberculé.
Le fruit, formé de quatre carpelles libres, tuberculeux, est un tétranucule (fruit sec indéhiscent) de couleur grisâtre,,,.

### Cytologie
Alkanna tinctoria est une espèce diploïde à 30 chromosomes (2n = 2x = 30).

## Étymologie
Le nom générique « Alkanna » dérive de l'arabe al-ḥinnā, qui désigne le henné.
L'épithète spécifique « tinctoria » (qui sert à teindre, tinctorial) est un adjectif latin qui dérive de tinctura (teinture), en référence à l'utilisation de la plante.
Le nom commun « orcanette », attesté dès 1546 chez Rabelais, dérive de « arquenet » (vers 1393), altération de l'ancien français « alchane », du latin médiéval alchanna, dérivé lui-même de l'arabe al-ḥinnā.

## Taxinomie
L'espèce correspondant à l'Orcanette des teinturiers a été décrite en premier par Linné sous le nom de « Lithospermum tinctorium » et publiée en 1753 dans son Species plantarum 1: 132. Cependant en 1762, dans une nouvelle édition du Species plantarum, Linné a transféré cette espèce dans le genre Anchusa, sous le nom d’« Anchusa tinctoria », en modifiant la diagnose en latin. La nouvelle description donnée par Linné correspond en fait à une autre espèce identifiée comme Cynoglossum cheirifolium. Toutefois, d'un point du vue nomenclatural, cela n'empêche pas que Anchusa tinctoria (L.) L. est simplement une nouvelle combinaison binoninale ayant pour basionyme Lithospermum tinctorium L..
Par la suite, en 1824, Ignaz Friedrich Tausch a transféré l'espèce dans le genre Alkanna, mais en la scindant en deux espèces distinctes : Alkanna matthioli assimilé à Lithospermum tinctorium L. et Alkanna tinctoria, taxon complètement différent, assimilé à Anchusa tinctoria L., Sp. Pl. Ed. 2: 192 (1762). En procédant de cette façon, Tausch a empêché que le binôme Lithospermum tinctorium puisse être utilisé comme basionyme du nom latin de l'orcanette dans le genre Alkanna. En effet, le type d’Anchusa tinctoria ne correspond pas à l'orcanette, mais à Cynoglossum cheirifolium [Linn. 182.4; cf. R.D. Meikle in Kew Bull. 34: 821 à 824 (1980)]. L'identité de Lithospermum tinctorium a été clairement établie par le choix d'un iconotype et d'un épitype [cf. F. Selvi et al. in Taxon 53: 802 (2004)].
Selon le code international de nomenclature botanique (Code de Vienne) : « Tausch incluait deux espèces dans son nouveau genre Alkanna : Alkanna tinctoria Tausch (1824), nouvelle espèce basée sur Anchusa tinctoria au sens de Linné (1762), et Alkanna mathioli Tausch (1824), nomen novum (en) basé sur Lithospermum tinctorium L. (1753). Les deux noms sont légitimes et deviennent prioritaires à partir de 1824.
En pratique, de nombreux auteurs ainsi que beaucoup de bases de données continuent d'utiliser le nom d’Alkanna tinctoria au sens de Lithospermum tinctorium L. (1753).

### Synonymes
Selon The Plant List (19 décembre 2019) :
- Alkanna lehmanii (Tineo) A. DC.[16]
- Alkanna lehmannii (Tineo) A.DC.
- Alkanna matthioli Tausch[7]
- Alkanna tinctoria subsp. lehmanii (Tineo) Nyman
- Alkanna tuberculata Greuter[16]
- Anchusa bracteolata Viv.
- Anchusa rhizochroa Viv.
- Anchusa tinctoria (L.) L.
- Baphorhiza tinctoria (L.) Link
- Buglossum tinctorium Lam.
- Lithospermum commutatum Bianca
- Lithospermum lehmanii Tineo[16]
- Lithospermum lehmannii Tineo
- Lithospermum tinctorium L.
- Lycopsis cyrenaica Spreng.
- Nonea violacea Aucher ex DC.
- Onochilis tinctoria Bubani
- Rhytispermum tinctorium Link

### Liste des sous-espèces
Alkanna tinctoria est une espèce très polymorphe, avec 5 sous-espèces reconnues :
Selon BioLib (19 décembre 2019) :
- Alkanna tinctoria subsp. anatolica Hub.-Mor., 1971 (endémique de l'est du bassin méditerranéen : îles de la mer Égée, Crète et Turquie)
- Alkanna tinctoria subsp. glandulosa Hub.-Mor., 1977 (endémique de Turquie)
- Alkanna tinctoria subsp. subleiocarpa (Hub.-Mor.) Hub.-Mor., 1978 (endémique de Turquie)
- Alkanna tinctoria subsp. tinctoria
- Alkanna tinctoria subsp. tripolitana (Bornm.) Qaiser, 1979 (endémique de Libye)

## Distribution et habitat
L'aire de répartition d’Alkanna tinctoria couvre l'ensemble du bassin méditerranéen, comprenant l'Europe méridionale et orientale, de la France et de l'Espagne jusqu'à l'Ukraine et à la Bulgarie, l'Asie mineure et le Proche-Orient (Syrie, Liban, Israël, Jordanie) et l'Afrique du Nord, du Maroc à l'Égypte).
Cette espèce préfère les sols sablonneux ou calcaires, les friches, et les expositions bien ensoleillées.

## Phytoconstituants

Structure chimique de la molécule d'alkannine.

Alkanna tinctoria contient dans l'écorce des racines, à des teneurs atteignant 5 à 6 %, des pigments naphtoquinoniques liposolubles, dont le principal est l'alkannine et ses esters apparentés. Ces pigments rouges sont solubles dans les huiles grasses, ce qui les rend utiles pour la détection de matières huileuses dans des poudres microscopiques lors d'examens histologiques. L'alkannine a été isolée pour la première fois en 1818 par le chimiste français Joseph Pelletier qui lui donna le nom d'anchusine ou acide anchusique, et sa structure chimique (dihydroxynaphtoquinone avec une chaîne latérale non saturée et hydroxylée) a été établie par le chimiste allemand Hans Brockmann (de) en 1935. cette substance est insoluble dans l'eau et soluble dans l'alcool, l'éther, le benzène et les huiles grasses.
Parmi les autres pigments présents dans le plante figure l'ester 3-méthyl-3-acétoxybutanoïque de l'alkannine isolé en 1977 par le chimiste grec Vassilios P. Papageorgiou et des esters de l'acide β-diméthylacrylique, de l'acide β-acétoxyisovalérique, de l'acide isovalérique, de l'acide angélique.
La plante, comme c'est le cas d'autres espèces de la famille des  Boraginaceae, contient également des alcaloïdes pyrrolizidiniques, substances synthétisées comme agents de défense contre les herbivores et agents pathogènes. Plusieurs de ces molécules, dont certaines sont toxiques, ont été isolées à partir des racines de cette plante : 7-angéloylrétronécine, 7-tigloylrétronécine, 9-tigloylrétronécine, triangularine, dihydroxytriangularine, triangularicine, dihydroxytriangularicine, 7-acétyl-9-sarracinoylrétronécine, 7-angéloyl-9-(hydroxypropénoyl),. Ces alcaloïdes sont connus pour causer des dégâts irréversibles au foie.
La racine de l'orcanette tinctoriale produit également une huile essentielle, dont l'analyse a permis d'identifier 27 composants, dont les principaux sont la pulégone (22,7 %), le 1,8-cinéole (13 %) et l'α-terpinyl acétate 6,9 %) et l'isophytol (en) (6,8 %).
En outre, cette racine contient d'autres constituants tels que des tannins, des cires, des résines.

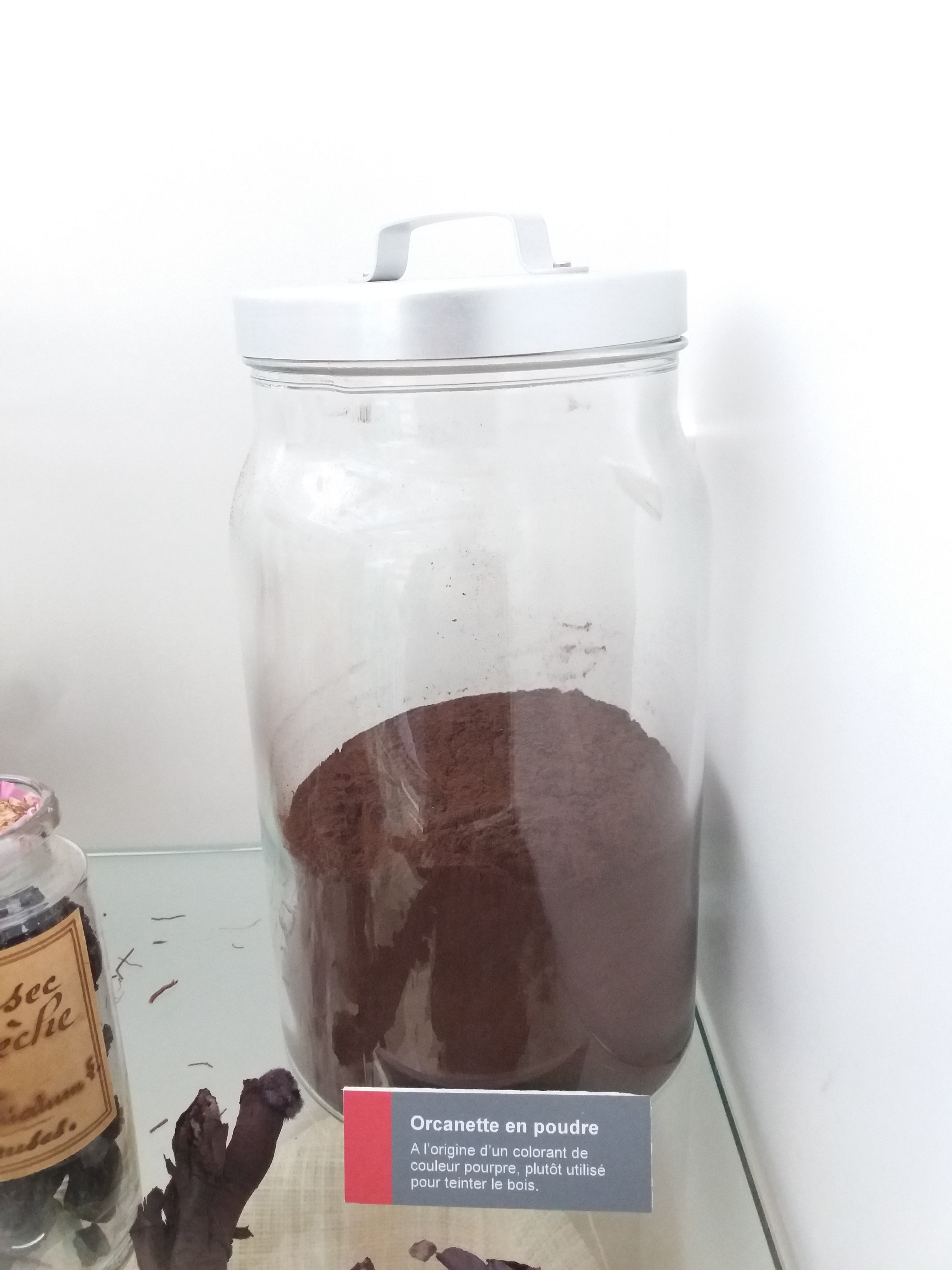
Orcanette en poudre.

## Utilisation

### Colorant
La teinture d'orcanette est employée comme colorant en histochimie pour caractériser des huiles, des essences ou des résines végétales.
Alkanna tinctoria est une source de pigments rouges utilisés en cosmétique. On l'utilisait déjà dans l'Antiquité pour colorer les fards à joues destinés aux femmes.
L'emploi de l'orcanette comme colorant alimentaire (appelé E 103 Chrysoïne S) est interdit en France depuis le 23 octobre 1965. Cette interdiction est applicable à partir du 1er octobre 1977 au niveau de l'Union européenne en application de la Directive 76/399/CEE du Conseil du 6 avril 1976, portant cinquième modification de la directive du Conseil, du 23 octobre 1962, relative au rapprochement des réglementations des États membres concernant les matières colorantes pouvant être employées dans les denrées destinées à l'alimentation humaine. L'orcanette est également interdite comme colorant alimentaire aux États-Unis depuis 1988.

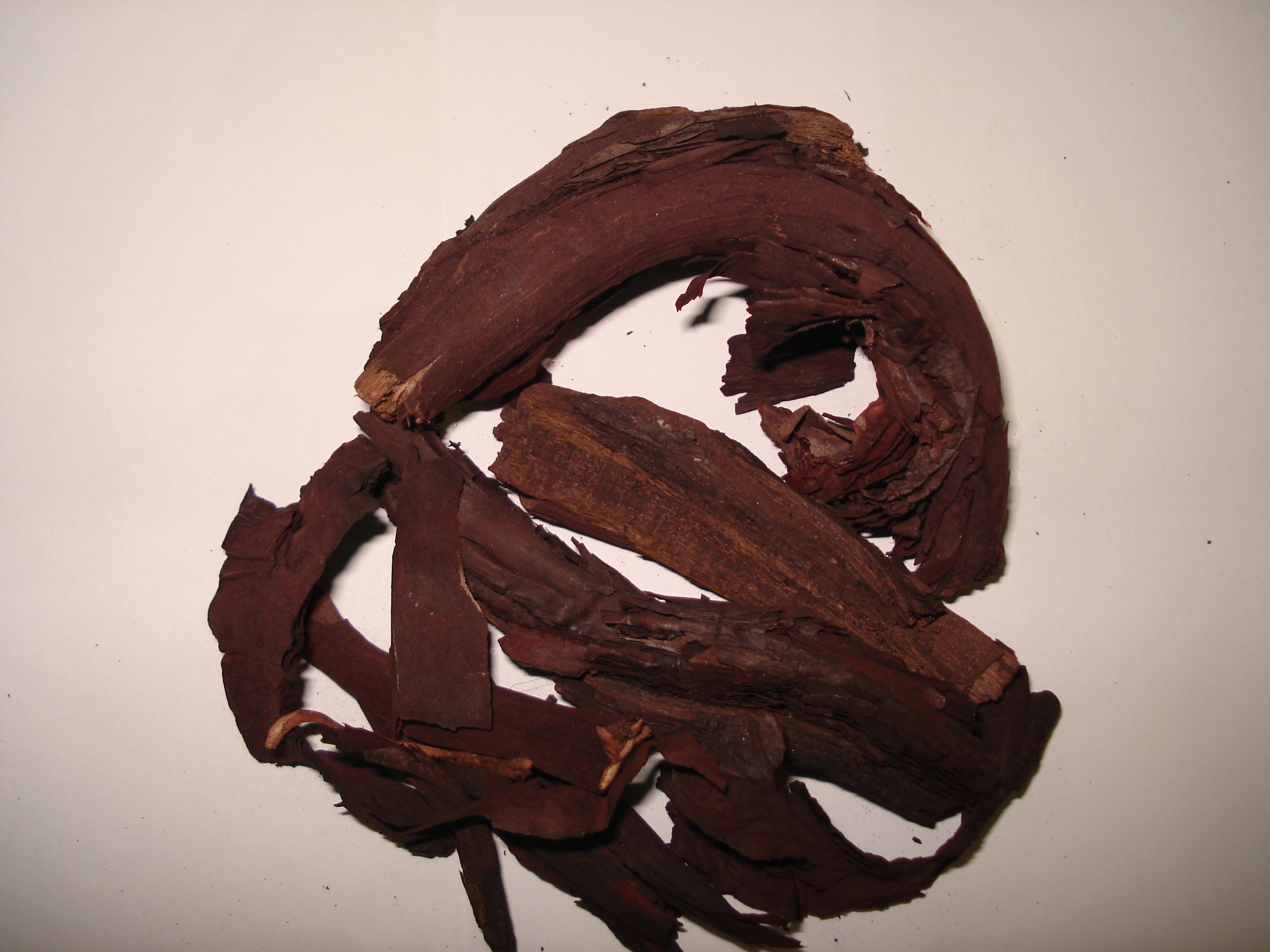
Ratan jot (Pakistan).

En Inde et au Pakistan, la racine d'orcanette séchée est une épice, utilisée traditionnellement, sous le nom de ratan jot, pour colorer les aliments, en particulier pour donner sa couleur rouge caractéristique au rogan josh, ragoût de mouton originaire du Cachemire, ou au poulet tandoori.

### Plante médicinale
Alkanna tinctoria est un astringent. La plante était traditionnellement utilisée par voie topique pour le traitement des plaies et des maladies de la peau. Par voie orale, la racine de l'orcanette a été utilisée contre la diarrhée et les ulcères gastriques. La racine d'Alkanna a démontré une activité de récupération radicale, suggérant de potentiels effets anti-âge.
En Inde, où la plante est cultivée, elle est utilisée dans la médecine ayurvédique. On lui reconnaît des propriétés astringentes et antimicrobiennes, et on l'emploie pour traiter les ulcères indolents et l'érysipèle.

## Toxicité
Alkanna tinctoria peut se révéler toxique pour le foie ou pour les poumons en cas d'utilisation alimentaire ou médicinale, du fait de la présence d'alcaloïdes pyrrolizidiniques dans les racines. Les effets indésirables peuvent concerner une insuffisance hépatique aiguë, une cirrhose, une pneumonie, une hypertension pulmonaire ou une insuffisance cardiaque.
Dans certains pays d'Europe, notamment au Royaume-Uni, et dans le cadre de l'assurance qualité alimentaire, la limite de consommation journalière autorisée de ces alcaloïdes est fixée à 0,1 μg,.
De son côté, le comité mixte FAO-OMS d'experts des additifs alimentaires (JEFCA, Joint Expert Committee on Food Additives) n'a fixé aucune dose journalière admissible pour l'orcanette et l'alkannine lors de sa dernière évaluation.
Il existe un risque d'interaction entre l'orcanette ou ses extraits et certaines substances qui sont des inducteurs de l'isoenzyme du cytochrome P450 3A4, et sont susceptibles d'accélérer la conversion des alcaloïdes pyrrolizidiniques présents dans la racine d'orcanette en métabolites toxiques. C'est le cas notamment de la rifampicine et du phénobarbital, ainis que des préparations d'herboristerie contenant de l'ail, du millepertuis, du Schisandra ou de l’Echinacea, qui sont à éviter pour les personnes recevant de l'orcanette tinctoriale ou des produits dérivés.

## Histoire

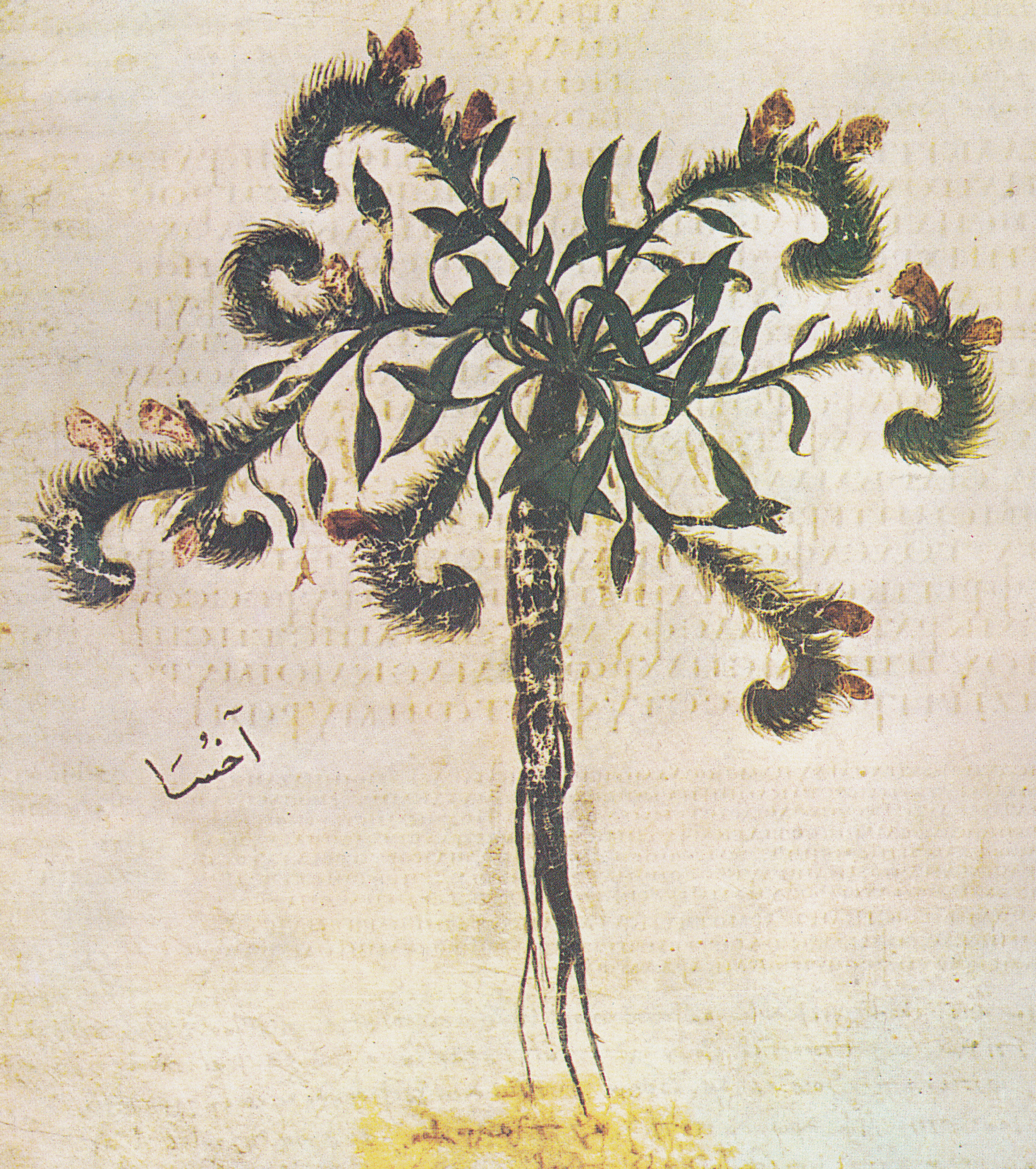
L'orcanette tinctoriale illustrée dans le Dioscoride de Vienne.

L' utilisation de l'orcanette comme colorant pour les tissus remonte presque certainement à plusieurs siècles avant J.C. La première attestation écrite de l'utilisation de cette plante est probablement celle que l'on trouve dans les travaux du médecin et philosophe grec, Hippocrate (460 av. J.-C. - 377 av. J.-C.), qui décrit son emploi pour le traitement des ulcères cutanés. Le botaniste et érudit, Théophraste (371 av. J.-C. - vers 288 av. J.-C.), a également fait allusion à ses applications comme colorant et médicament. Dioscoride (vers 25 ap. J.-C. - vers 90 ap. J.-C.), considéré souvent comme le fondateur de la pharmacognosie, a décrit plus en détail les propriétés des racines d’Alkanna tinctoria dans son ouvrage, De Materia Medica, vers 77 après J.C. Depuis lors, cependant, les propriétés médicinales de la plante semblent avoir dérivé vers le folklore et ont été oubliées.
L'orcanette tinctoriale est mentionnée dans deux papyrus gréco-égyptiens du IIIe siècle, provenant probablement de la tombe d'un prêtre découverte à Thèbes (Égypte). Ils sont connus sous les noms de « papyrus X de Leyde » et « papyrus graecus holmiensis ». Selon certains auteurs, l'orcanette ne serait citée dans ces papyrus que comme l'un des principaux adultérants (avec l'orseille) de la pourpre, colorant rouge d'origine animale (Murex). Toutefois une étude récente (2013) semble démontrer que l'orcanette comme colorant végétal permettait d'obtenir diverses nuances de pourpre en suivant les procédures indiquées dans les papyrus.

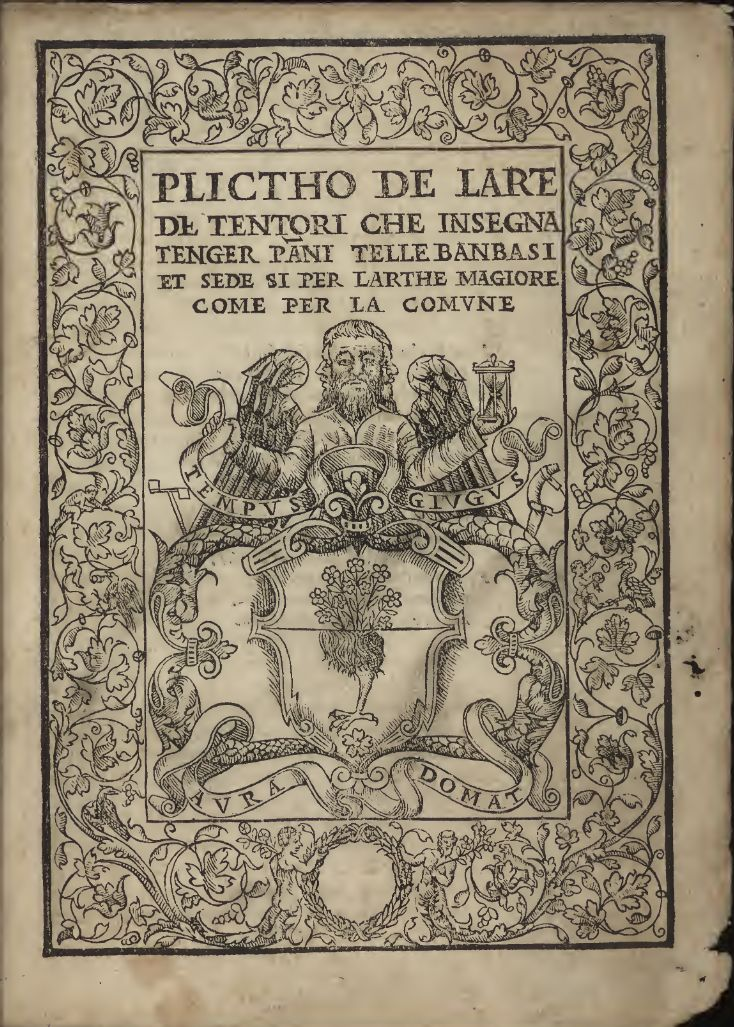
Frontispice de l'ouvrage de Giovanventura Rosetti.

L'orcanette tinctoriale, utilisée depuis l'Antiquité pour colorer les étoffes, est également citée dans l'ouvrage sur l'art de la teinture, « Plictho de l'arte de tentori che insegna tenger pani, telle, banbasi et sede si per l'arthe magiore come per la comune » (Écrit sur l'art des teinturiers qui enseigne la teinture des vêtements en laine, des draps, du coton et de la soie tant par le grand art que par l'art ordinaire), publié à Venise par Giovanventura Rosetti en 1548. Une seule recette du Plictho (page 72) utilise cette plante, dénommée alchenda pour « teindre les peaux de chiens, de chevaux et toute autre chose »,.

## Calendrier
Le 24e jour du mois de messidor (des moissons) du calendrier républicain / révolutionnaire français est dénommé jour de l'orcanette, généralement chaque 12 juillet du calendrier grégorien.